# New Girl
New Girl er en amerikansk tv-serie sitcom, som er skabt af Elizabeth Meriweather og produceret af 20th Television for Fox Broadcasting Company, som blev sendt i i alt 7 sæsoner mellem 2011 og 2018. Medvirkende i serien er bl.a. Zooey Deschanel, Jake Johnson, Max Greenfield, Lamorne Morris, Hannah Simone og Damon Wayans Jr.
Serien omhandler skolelæreren Jess (Deschanel), som flytter ind i en lejlighed i Los Angeles sammen med Nick (Johnson), Schmidt (Greenfield) og Winston (Morris). En tidligere roommate Coach (Wayans) og Jess' bedste veninde, Cece (Simone) er også med i serien. Serien kombinerer komedie og drama, og følger karakterne, som alle er i starten af trediverne, mens de går igennem op- og nedture i forhold til kærlighed, romantiske forhold, arbejde og karriere.
New Girl har modtaget stor anerkendelse fra anmeldere, og serien blev udnævnt som én af de bedste nye komedieserier efter dens premiere i efteråret 2011, og fik efter en rundspørge den højeste publikumsrating for en debuterende tv-serie produceret af Fox siden 2001. Især skuespillernes præstationer; Deschanel, Greenfield, Simone, Johnson og Morris er blevet priset, og serien har modtaget adskillige nomineringer og priser, heriblandt Golden Globe Awards og Primetime Emmy Awards.
Den 14. maj 2007 fornyede Fox serien til en syvende og sidste sæson, som bestod af otte episoder, som havde premiere den 10. april 2018. Serien fik et fornyet publikum efter den blev tilgængelig på streamingtjenesten Netflix, og er siden blevet ét af de mest populære serier på platformen. Seriens finaleepisode blev sendt den 15. maj 2018.

## Plot
Efter skolelæreren, Jess, opdager at hendes kæreste, Spencer, er hende utro, vælger Jess at flytte ind hos de tre mænd; Nick, Schmidt og Coach, som bor i en lejlighed i Los Angeles. Efter pilotepisoden flytter Winston, en tidligere roommate og Nicks barndomsven ind, og erstatter Coach, som flytter sammen med sin kæreste. Cece, Jess' barndomsven og fotomodel, kommer tit i lejligheden og bliver en del af gruppen.
Serien følger karakternes op- og nedture omkring kærlighed, romantiske forhold, arbejde og karriere.
Halvvejs igennem sæson 1, finder Schmidt og Cece sammen i et forhold, som holdes hemmeligt for de øvrige karakterer, men de splitter op i slutningen af sæsonen. I sæson 2 bliver Jess fyret fra hendes job, og hun og de øvrige karakterer har kortvarige romantiske forhold med andre, mens Cece indgår i et arrangeret ægteskab med Shivrang, som dog aflyses på bryllupsdagen i sæsonfinalen. Jess og Nick bliver i løbet af sæson 2 romantisk tiltrukket af hinanden og finder sammen, og er sammen igennem det meste af sæson 3. I sæson 3 vender Coach tilbage og er en del af serien indtil halvvejs igennem sæson 4, hvor han flytter sammen med en ny kæreste, May. Winston, som forsøger at finde et job, ender med at uddanne sig til politibetjent, og han forelsker sig i sin partner, Aly. I slutningen af sæson 4 frier Schmidt til Cece og de bliver gift i slutningen af sæson 5. I sæson 5 har Jess nævningepligt ved en stor og hemmelig retssag, og en midlertidig beboer, Reagan, flytter ind, og hun og Nick finder sammen. I sæson 6 køber Schmidt og Cece et hus, som de renoverer og de bor midlertidigt sammen med de øvrige karakterer i lejligheden. I sæson 7 er der nu gået tre år, hvor Schmidt og Cece har en tre-årig datter, Ruth, Winston og Aly venter deres første barn, og Nick frier til Jess.

## Cast og karakterer
- Zooey Deschanel som Jessica Day, skolelærer i starten af trediverne, som er fra Portland, Oregon. I pilotepisoden flytter hun ind lejligheden, hvor Nick, Schmidt og Coach hjælper hende med at komme videre fra en smertefuld brud med sin kæreste, Spencer.
- Jake Johnson som Nick Miller, Jess' roommate, der arbejder som bartender.
- Max Greenfield som Schmidt, som er selvudnævnt "dame-charmør", og arbejder som marketing konsulant.
- Lamorne Morris som Winston Bishop, som er en tidligere basketballspiller og Nicks barndomsven. Da han mister sin plads som point guard for et hold i den lettiske basketballliga vender han tilbage til USA, og flytter ind gruppens lejlighed i episode to.
- Hannah Simone som Cece Parekh, som er fotomodel og Jess' bedste ven siden barndommen. Parekh er som start skeptisk over for Jess' nye roommates, men i løbet af serien bliver hun en fast del af gruppen.
- Damon Wayans Jr. som Coach, som er en tidligere atlet, som arbejder som personlig træner. Coach optræder kort i seriens første episode, og forlader herefter midlertidigt serien. Efter to år vender Coach tilbage i én sæson, før han igen forlader serien, og herefter kun medvirker i enkelte episoder.